# Béatrice Duval
Pour les articles homonymes, voir Duval.
Béatrice Duval est une éditrice française.

## Biographie
Béatrice Duval a commencé sa carrière comme lectrice aux éditions J'ai lu, où elle a été la première éditrice de Gilles Legardinier. Elle y est ensuite devenue directrice de collection puis directrice littéraire en 1998. En septembre 2000, elle est recrutée comme directrice littéraire aux éditions Fleuve noir avec pour mission de « rajeunir et féminiser la marque ». Elle lance la collection « Gossip Girl » et publie Le Diable s'habille en Prada ainsi que les thrillers ésotériques de Éric Giacometti et Jacques Ravenne. En septembre 2006, elle devient éditrice aux éditions Calmann-Lévy. Elle publie, entre autres, Pierre Lemaitre et Donato Carrisi dans la collection « Policiers ». Selon Livres Hebdo, « Béatrice Duval est considérée comme celle qui a introduit la Chick lit en France ». En novembre 2009, elle devient directrice générale adjointe des Presses de la Cité où elle publie Le Vieux qui ne voulait pas fêter son anniversaire de Jonas Jonasson et participe au lancement de plusieurs collections de thrillers et de romans féminins.
En septembre 2011, Antoine Gallimard la nomme à la direction des éditions Denoël en remplacement d'Olivier Rubinstein, démissionnaire. Un « redéploiement » du secteur romanesque de la maison est alors annoncé. 
En mai 2019, elle est nommée directrice générale du Livre de Poche par Arnaud Nourry.